# Weihenzell
Weihenzell – miejscowość i gmina w Niemczech, w kraju związkowym Bawaria, w rejencji Środkowa Frankonia, w regionie Westmittelfranken, w powiecie Ansbach, siedziba wspólnoty administracyjnej Weihenzell. Leży około 7 km na północny wschód od Ansbachu.

## Dzielnice
W skład gminy wchodzą następujące dzielnice: 
| - Alexandermühle - Beutellohe - Fessenmühle - Forst - Frankendorf - Gebersdorf - Grüb - Haasgang | - Moratneustetten - Neubronn - Neumühle - Papiermühle - Petersdorf - Schmalenbachshof - Schönbronn | - Steinmühle - Thierbach - Thurndorf - Weihenzell - Wernsbach - Wippendorf - Zellrüglingen |

## Współpraca
Miejscowość partnerska:
- Saint-Laurent-sur-Gorre, Francja